# Bucculentidae
Bucculentidae is een uitgestorven familie van de superfamilie Homolodromioidea uit de infraorde krabben en omvat de volgende geslachten: 
- Bucculentum  †  Schweitzer & Feldmann, 2009
- Wilmingtonia  †  Wright & Collins, 1972